# Muzeum Farmacji Wielkopolskiej Okręgowej Izby Aptekarskiej w Poznaniu
Muzeum Farmacji Wielkopolskiej Okręgowej Izby Aptekarskiej – muzeum farmacji, mieszczące się na Starym Mieście w Poznaniu przy alejach Marcinkowskiego 11. 

## Charakterystyka
Powstało w czerwcu 1989 z inicjatywy Sekcji Historii Farmacji Oddziału Poznańskiego Polskiego Towarzystwa Farmaceutycznego. Początkowo muzeum mieściło się w kamienicy nr 41 na Starym Rynku w Poznaniu (apteka Pod Białym Orłem). Pierwszym kustoszem został Jan Majewski. Uroczystość otwarcia odbyła się w pobliskim Pałacu Działyńskich. Utworzenie muzeum sfinansowane zostało dzięki Przedsiębiorstwu Zaopatrzenia Farmaceutycznego „Cefarm” . Eksponaty do muzeum pozyskano z Muzeum Farmacji Uniwersytetu Jagiellońskiego w Krakowie oraz dzięki darom i depozytom wielkopolskich farmaceutów i ich spadkobiercom. W 1992 roku eksponaty muzeum przejęła Wielkopolska Okręgowa Izba Aptekarska. W 1996 r. siedziba muzeum została przeniesiona na al. Marcinkowskiego 11 i po pracach remontowych udostępnione zwiedzającym w 2000 r. Wśród eksponatów znajduje się zabytkowe wyposażenie aptek z przełomu XIX i XX wieku z apteki w Miłosławiu. Najstarszy eksponat pochodzi z końca XVII w. Muzeum posiada też księgozbiór, wraz z kilkoma starodrukami, na temat farmacji liczący ok. 1200 tomów.